# Андрес Хімено
Андрес Хімено (ісп. Andrés Gimeno Tolaguera, 3 серпня 1937 – 9 жовтня 2019) колишній іспанський тенісист. Найбільшим досягненням була перемога 1972 року на Відкритому чемпіонаті Франції, він є найстаршим тенісистом який вперше здобув перемогу на турнірі Великого шолома (34 роки).
Помер після довгої хвороби 9 жовтня 2019 у віці 82 роки.

## Фінали турнірів Великого шолома

### Одиночний розряд: 2 (1 титул, 1 поразка)
| Результат | Рік  | Турнір          | Покриття | Опонент       | Рахунок            |
| --------- | ---- | --------------- | -------- | ------------- | ------------------ |
| Поразка   | 1969 | Australian Open | Трава    | Род Лейвер    | 3–6, 4–6, 5–7      |
| Перемога  | 1972 | French Open     | Ґрунт    | Патрік Пруазі | 4–6, 6–3, 6–1, 6–1 |

### Парний розряд: 2 (2 поразки)
| Результат | Рік  | Турнір                                | Покриття | Партнер          | Опоненти                | Рахунок             |
| --------- | ---- | ------------------------------------- | -------- | ---------------- | ----------------------- | ------------------- |
| Поразка   | 1960 | French Championships                  | Ґрунт    | Хосе Луїс Арілья | Рой Емерсон Ніл Фрейзер | 2–6, 10–8, 5–7, 4–6 |
| Поразка   | 1968 | Відкритий чемпіонат США з тенісу 1968 | Трава    | Артур Еш         | Боб Лутц Стен Сміт      | 9–11, 1–6, 5–7      |

- За сторінкою ATP

## Фінали (Відкрита ера)
| Легенда                |
| Grand Slam (1)         |
| Tennis Masters Cup (0) |
| ATP Tour (10)          |

### Одиночний розряд (11 перемог, 13 поразок)
| Результат | В/П   | Дата     | Турнір                                            | Покриття   | Опонент         | Рахунок                  |
| --------- | ----- | -------- | ------------------------------------------------- | ---------- | --------------- | ------------------------ |
| Перемога  | 1–0   | Бер 1968 | Bogota NTL, Колумбія                              | Ґрунт (i)  | Фред Столл      | 11–13, 6–3, 6–4          |
| Поразка   | 1–1   | Кві 1968 | Paris NTL, Франція                                | Тверде (i) | Кен Роузволл    | 3–6, 4–6                 |
| Перемога  | 2–1   | Сер 1968 | Binghamton NTL, USA                               | Тверде     | Фред Столл      | 6–4, 6–1                 |
| Поразка   | 2–2   | Сер 1968 | Fort Worth NTL, USA                               | Тверде     | Кен Роузволл    | 4–6, 3–6                 |
| Поразка   | 2–3   | Жов 1968 | Corpus Christi NTL, USA                           | Тверде     | Род Лейвер      | 2–6, 4–6                 |
| Поразка   | 2–4   | Жов 1968 | São Paulo NTL-2, Бразилія                         | Ґрунт (i)  | Род Лейвер      | 2–6, 6–2, 3–6            |
| Поразка   | 2–5   | Жов 1968 | La Paz NTL, Болівія                               | Ґрунт      | Род Лейвер      | 4–6, 6–3, 5–7            |
| Поразка   | 2–6   | Жов 1968 | Lima NTL, Перу                                    | Ґрунт      | Фред Столл      | 6–2, 2–6, 3–6            |
| Поразка   | 2–7   | Січ 1969 | Відкритий чемпіонат Австралії з тенісу, Австралія | Трава      | Род Лейвер      | 3–6, 4–6, 5–7            |
| Перемога  | 3–7   | Бер 1969 | New York-1, USA                                   | Килим (i)  | Артур Еш        | 6–1, 6–2, 3–6, 6–8, 9–7  |
| Поразка   | 3–8   | Тра 1969 | Амстердам, Нідерланди                             | Ґрунт      | Том Оккер       | 4–6, 3–6                 |
| Перемога  | 4–8   | Жов 1969 | Кельн, Німеччина                                  | Тверде (i) | Рой Емерсон     | 6–3, 19–17               |
| Перемога  | 5–8   | Лис 1969 | Barcelona-2, Іспанія                              | Ґрунт      | Род Лейвер      | 10–8, 2–6, 3–6, 6–4, 6–1 |
| Поразка   | 5–9   | Лют 1970 | Hollywood, FL, USA                                | Ґрунт      | Кен Роузволл    | 6–3, 2–6, 6–3, 6–7, 3–6  |
| Перемога  | 6–9   | Кві 1970 | Dallas, USA                                       | Килим (i)  | Рой Емерсон     | 6–2, 6–3, 6–2            |
| Поразка   | 6–10  | Чер 1970 | Касабланка, Марокко                               | Ґрунт      | Джон Ньюкомб    | 4–6, 4–6, 4–6            |
| Перемога  | 7–10  | Тра 1971 | Hamburg Open, Німеччина                           | Ґрунт      | Петер Соке      | 6–3, 6–2, 6–2            |
| Перемога  | 8–10  | Лют 1972 | Los Angeles, USA                                  | Тверде (i) | П'єр Бартез     | 6–3, 2–6, 6–3            |
| Поразка   | 8–11  | Тра 1972 | Брюссельський столичний регіон, Бельгія           | Ґрунт      | Мануель Орантес | 4–6, 1–6, 6–2, 5–7       |
| Перемога  | 9–11  | Тра 1972 | Відкритий чемпіонат Франції з тенісу 1972, Paris  | Ґрунт      | Патрік Пруазі   | 4–6, 6–3, 6–1, 6–1       |
| Перемога  | 10–11 | Чер 1972 | Eastbourne, England                               | Трава      | П'єр Бартез     | 7–5, 6–3                 |
| Перемога  | 11–11 | Лип 1972 | Gstaad, Швейцарія                                 | Ґрунт      | Адріано Панатта | 7–5, 9–8, 6–4            |
| Поразка   | 11–12 | Жов 1972 | Paris, Франція                                    | Тверде (i) | Стен Сміт       | 2–6, 2–6, 5–7            |
| Поразка   | 11–13 | Лип 1973 | Hilversum, Нідерланди                             | Ґрунт      | Том Оккер       | 6–2, 4–6, 4–6, 7–6, 3–6  |

## Досягнення
| Турнір                                 | Amateur | Amateur | Amateur | Amateur | Amateur | Pro     | Open Era | Open Era | Open Era | Open Era | Open Era | Open Era | SR     | W–L   | Win % |
| Турнір                                 | 1956    | 1957    | 1958    | 1959    | 1960    | 1961–67 | 1968     | 1969     | 1970     | 1971     | 1972     | 1973     | SR     | W–L   | Win % |
| -------------------------------------- | ------- | ------- | ------- | ------- | ------- | ------- | -------- | -------- | -------- | -------- | -------- | -------- | ------ | ----- | ----- |
| Турніри Великого шолома                |         |         |         |         |         |         |          |          |          |          |          |          |        |       |       |
| Відкритий чемпіонат Австралії з тенісу | A       | A       | A       | ЧФ      | A       |         |          | F        | A        | 2р       | A        | A        | 0 / 3  | 6–3   | 66.67 |
| Відкритий чемпіонат Франції з тенісу   | 1р      | 3р      | 2р      | A       | ЧФ      |         | ПФ       | ЧФ       | A        | A        | П        | 2р       | 1 / 8  | 23–7  | 76.67 |
| Вімблдонський турнір                   | 3р      | 1р      | 2р      | 3р      | 2р      |         | 3р       | 2р       | ПФ       | 1р       | 2р       | A        | 0 / 10 | 17–10 | 62.96 |
| Відкритий чемпіонат США з тенісу       | A       | A       | A       | A       | A       |         | 1р       | 2р       | 1р       | A        | 2р       | A        | 0 / 4  | 6–4   | 60.00 |
| В–П                                    | 2–2     | 2–2     | 4–2     | 4–2     | 4–2     | n/a     | 7–3      | 14–4     | 5–2      | 0–2      | 10–2     | 1–1      | 1 / 25 | 52–24 | 68.42 |

### Професійний великий шолом
| Турнір                                | 1960 | 1961 | 1962 | 1963 | 1964 | 1965 | 1966 | 1967 | SR     | W–L   | Win % |
| ------------------------------------- | ---- | ---- | ---- | ---- | ---- | ---- | ---- | ---- | ------ | ----- | ----- |
| Чемпіонат США серед професіоналів     | A    | ПФ   | A    | A    | ПФ   | A    | ПФ   | F    | 0 / 4  | 4–4   | 50.00 |
| Чемпіонат Франції серед професіоналів | ЧФ   | ЧФ   | F    | 1р   | ПФ   | ЧФ   | ПФ   | F    | 0 / 8  | 10–8  | 55.55 |
| Wembley Championships                 | ЧФ   | ЧФ   | ЧФ   | ЧФ   | ЧФ   | F    | ЧФ   | ПФ   | 0 / 8  | 8–8   | 50.00 |
| В–П                                   | 2–2  | 2–3  | 4–2  | 1–2  | 2–3  | 2–2  | 2–3  | 7–3  | 0 / 20 | 22–20 | 52.38 |